# Paul Spiegel
Paul Spiegel (Warendorf, 31 de dezembro de 1937 – Düsseldorf, 30 de abril de 2006) foi um jornalista alemão, presidente da assembleia central dos judeus na Alemanha (Zentralrat der Juden in Deutschland).

## Juventude
Paul Spiegel nasceu em uma família de vendedores de gado da Vestefália, originária da pequena cidade de Versmold. Após a ascensão nazista ao poder, a família fugiu primeiro para Bruxelas. Spiegel sobreviveu ao Holocausto em Flandres, onde foi escondido por uma família de agricultores. Antes disso, sua irmã Rosa foi presa durante uma operação policial em Bruxelas; ela foi morta mais tarde em Bergen-Belsen. Seu pai foi preso e mantido em Buchenwald, Auschwitz e Dachau, mas sobreviveu para se reunir com Spiegel e sua mãe em Warendorf após a guerra. Spiegel descreveu esses eventos em seu livro Em casa novamente? (Wieder zu Hause?).

## Jornalista
Em 1958, iniciou a formação prática como jornalista na Allgemeine Jüdische Wochenzeitung, hoje Jüdische Allgemeine, em Düsseldorf. Ele também atuou como editor neste jornal até 1965, quando se tornou editor do Serviço de Imprensa Judaico e assistente do secretário-geral do Zentralrat der Juden. Durante a década de 1960, ele trabalhou para vários outros jornais também.

## Zentralrat der Juden
Em 1993, ele se tornou membro do comitê executivo do Zentralrat der Juden, primeiro como vice-presidente e depois (a partir de 9 de janeiro de 2000, após a morte de Ignatz Bubis) como presidente. Em 11 de fevereiro de 2004, Paul Spiegel recebeu um doutorado honorário da Heinrich Heine University em Düsseldorf e foi nomeado cidadão honorário de Warendorf, sua cidade natal. Desde 1986 dirigiu uma agência para artistas e mídia em Düsseldorf.

### Igualdade de status para a comunidade judaica na Alemanha
No 58º aniversário da libertação de Auschwitz em 2003, Spiegel e o chanceler Gerhard Schröder assinaram um acordo que concedeu à comunidade judaica da Alemanha o mesmo status legal das religiões cristãs do país, triplicando assim o financiamento anual do governo do Zentralrat der Juden para US$ 3,8 milhões.

### Falado como líder
Spiegel era um crítico franco dos advogados que aceitavam o que considerava taxas excessivamente altas para representar judeus que haviam sido trabalhadores escravos durante a Segunda Guerra Mundial, dizendo que "Ganhar dinheiro não deve vir antes de intenções moralistas". Ele também criticou o Memorial do Holocausto nacional em Berlim, afirmando em sua inauguração em 2005 que ele falhou em abordar a questão básica: "Por que os membros de um povo civilizado no coração da Europa foram capazes de planejar e executar assassinatos em massa?".

## Morte
Paul Spiegel morreu na madrugada de 30 de abril de 2006, em Düsseldorf, após sofrer de câncer. Ele deixa sua esposa, Gisèle Spatz, com quem se casou em 1964, e suas duas filhas.